# Глобофобія

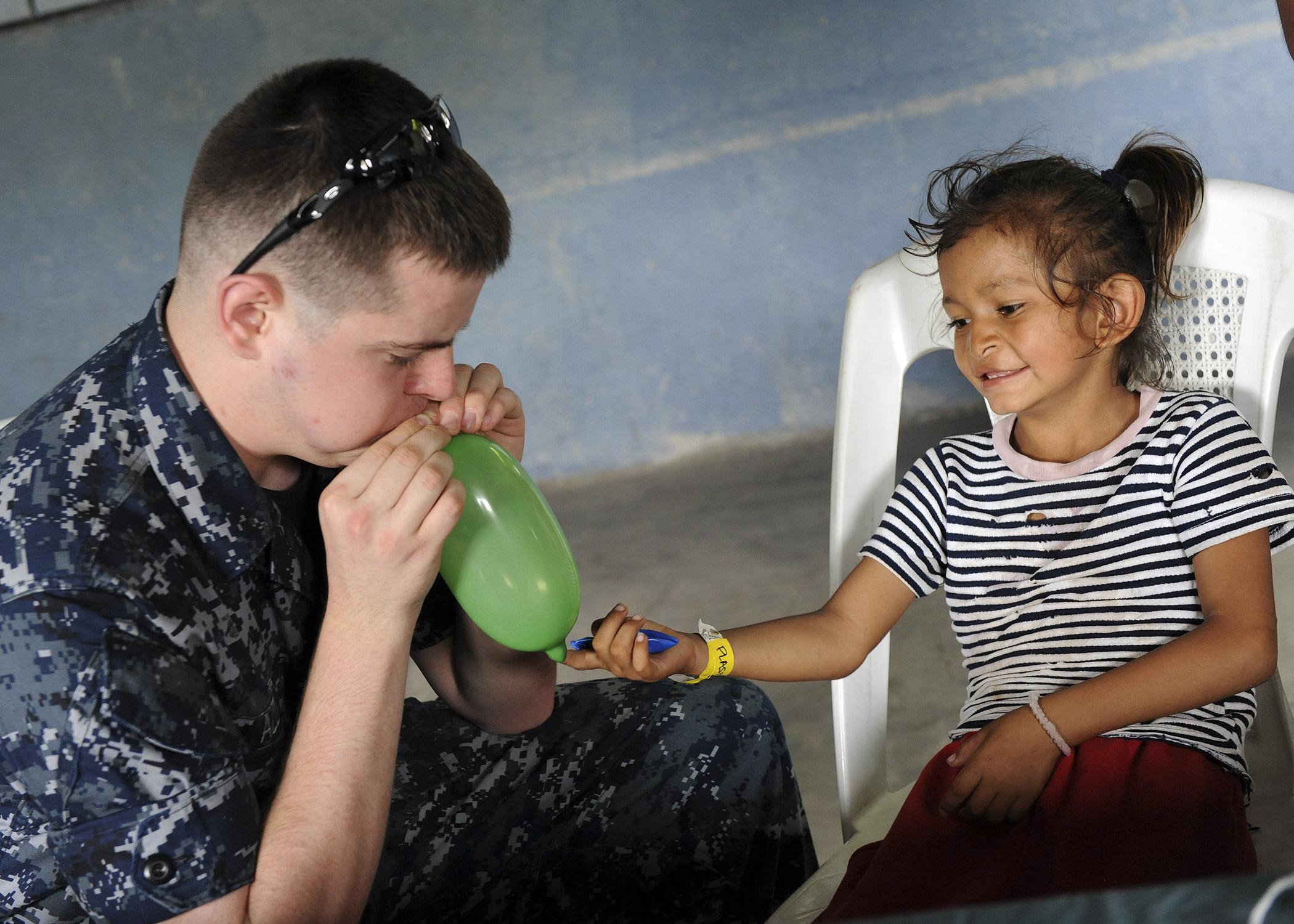

Глобофобія (англ. Globophobia) — досить рідкісна фобія, що проявляється у боязні до повітряних кульок.

### Виділяють такі її різновиди
1. Побоювання, що кулька неочікувано лусне у руках (поширена фобія).
2. Боязнь полетіти в небо тримаючи повітряні кульки у руках (рідкісна фобія).